# Zhenziliang (sockenhuvudort i Kina, Shanxi Sheng, lat 39,57, long 113,27)
Zhenziliang (kinesiska: 镇子梁) är en sockenhuvudort i Kina. Den ligger i provinsen Shanxi, i den norra delen av landet, omkring 200 kilometer norr om provinshuvudstaden Taiyuan. Antalet invånare är 18 504. Befolkningen består av 8 988 kvinnor och 9 516 män. Barn under 15 år utgör 19,0 %, vuxna 15-64 år 72 %, och äldre över 65 år 8,0 %.
Runt Zhenziliang är det ganska tätbefolkat, med 172 invånare per kvadratkilometer. Närmaste större samhälle är Nanhezhong, 9,7 km söder om Zhenziliang. Trakten runt Zhenziliang består i huvudsak av gräsmarker.
Genomsnittlig årsnederbörd är 695 millimeter. Den regnigaste månaden är juli, med i genomsnitt 172 mm nederbörd, och den torraste är januari, med 4 mm nederbörd.